# Október 15.
Október 15. az év 288. (szökőévben 289.) napja a Gergely-naptár szerint. Az évből még 77 nap van hátra.
Névnapok: Teréz + Aranka, Aurélia, Auróra, Berény, Dominik, Hedda, Hédi, Hedvig, Rella, Relli, Rézi, Tegza, Tekla, Tereza, Teréza, Terézia, Teri, Terka, Tessza, Vilma

## Események
- 1458 – I. Sarolta ciprusi királynőt Nicosiában Ciprus, Jeruzsálem és Örményország koronáival királlyá koronázzák.
- 1529 – I. Szulejmán szultán felhagy Bécs ostromával, miután a Salm Miklós által hősiesen védelmezett várost nem tudta elfoglalni, és 40 000 emberét is elveszítette.
- 1604 – Bocskai István erdélyi fejedelem győzelmet arat Álmosd és Diószeg között a császári seregek fölött.
- 1619 – Bethlen Gábor erdélyi fejedelem birtokába kerül a pozsonyi várban őrzött Szent Korona.
- 1673 – Claudia Felicitas osztrák főhercegnő, Tirol örökösnője, férjhez megy I. Lipót német-római császárhoz.
- 1685 – Ahmed váradi pasa Váradon elfogatja Thököly Imrét azzal a szándékkal, hogy őt a bécsi udvarnak kiszolgáltatva békét vásároljon.
- 1750 – Megindul a menetrendszerű postakocsijárat Bécs és Buda között. A kétnapos utat 15 forintért, azaz két borjú áráért tehette meg az utas.
- 1815 – Megkezdődik Bonaparte Napóleon száműzetése Szent Ilona szigetén.
- 1848 – A Jellasicsot üldöző magyar hadsereg Pozsonytól délre átlépi az osztrák-magyar határt.
- 1869 – I. Ferenc József császár és király szentesíti az Osztrák–Magyar Monarchiának a Német Vámunióval kötött, a kereskedelmi és vámszerződéséről szóló törvényt.
- 1875 – Budapesten, a mai Blaha Lujza téren megnyílik a Népszínház Rákosi Jenő vezetésével. A megnyitó előadást I. Ferenc József király és fia, Rudolf trónörökös is megtekintik.
- 1878 – New Yorkban megalakul az Edison Electric Light Company.
- 1894 – Párizsban letartóztatják Alfred Dreyfus zsidó származású francia vezérkari tisztet, kémkedés és hazaárulás (koholt) vádjával.
- 1928 – Egyetemisták tüntetnek a numerus clausus módosításával kapcsolatos intézkedések ellen. Bezárják a budapesti Műegyetemet, a Közgazdasági Egyetemet, az Iparművészeti Főiskolát és a pécsi egyetemet.
- 1937 – A Királyi Kúria öthónapi fogházra ítéli Féja Gézát „Viharsarok” című könyvéért.
- 1940 – Lluís Companys korábbi katalán elnököt a barcelonai Montjuic erdőben katonai összeesküvés vádjával kivégzik.[1]
- 1944 – Sikertelen kiugrási kísérlet a második világháborúból.  A Rádióban beolvassák Horthy Miklós kormányzó proklamációját a fegyverszünetről. Otto Skorzeny SS-különítménye elrabolja ifjabb Horthy Miklóst. Német csapatok megszállják a budapesti hidakat, a nyilasok elfoglalják a Rádiót. Szálasi Ferenc és az általa vezetett Nyilaskeresztes Párt – Hungarista Mozgalom átveszi a hatalmat Budapesten, Vörös János vezérkari főnök parancsot ad a harc folytatására (Lásd még: 1944. október 15-ei hadparancs.)
- 1944 – A magyar hatóságok elrendelték Ungvár kiürítését, s ezzel gyakorlatilag megszűnt a magyar közigazgatás egész Kárpátalján.
- 1973 – Megkezdődik a Haraszti-per. (Az újbaloldali Haraszti Miklóst 1973 májusában letartóztatják a „Darabbér” című – kiadásra nem került – könyvéért, majd 14 napos éhségsztrájkja után szabadon engedik.
- 1975 – A Ciprusi Török Szövetségi Állam előzetes megszüntetése az Észak-ciprusi Török Köztársaság kikiáltása előtt.
- 1976 – A stockholmi Nobel-díj-bizottság úgy dönt, hogy ebben az évben nem osztja ki a Nobel-békedíjat.
- 1976 – A magyar országgyűlés új közművelődési törvényt fogad el. Célja: „Az általánosan és szakmailag művelt, szocialista világnézetű közösségi gondolkodású emberek formálása, a művelődési különbségek felszámolása, a nemzetiségi művelődés anyanyelven történő művelése.”
- 1982 - Ezen a napon tartotta az önálló társulattal rendelkező budapesti Katona József Színház első bemutatóját. Csehov drámája, A manó került színre.
- 1989 – A romániai hatóságok Tőkés László temesvári református lelkészt eltávolítják gyülekezete éléről.
- 1989 – A Hazafias Népfront (HNF) kongresszusán Kulcsár Kálmán igazságügy-minisztert választják a mozgalom elnökévé és köztársaságielnök-jelöltté. A HNF főtitkára: Kukorelli István egyetemi tanár.
- 1993 – A Magyar Légierő 28 db MiG–29-est kap Oroszországból, az államadósság fejében. A gépek egy hullámban érkeztek meg a kecskeméti repülőtérre.
- 1995 – Szaddám Huszein 99,96%-os szavazati aránnyal nyeri az iraki elnökválasztást.
- 1997 – A ThrustSSC nevű sugárhajtású jármű 1228 km/h-ra javítja az autók szárazföldi sebességi rekordját.
- 2003 – Fellövik az első kínai űrhajóst, Jang Li-vej (Yang Liwei) tajkonautát.
- 2003 – Egy komphajó teljes sebességgel nekiütközött egy beton mólónak Staten Island-en. A balesetben 11 fő elhunyt, 70 fő súlyosan megsérült.
- 2005 – A délvidéki Civil Mozgalom tüntetése Szabadkán a magyarok elleni atrocitások megfékezése érdekében.
- 2006 – Az olaszliszkai lincselésnek áldozatul esik Szögi Lajos tiszavasvári tanár

## Sportesemények
Formula–1
- 1983 –  Dél-Afrikai Nagydíj, Kyalami - Győztes: Riccardo Patrese (Brabham BMW Turbo)

Torna
- 2011 – A tokiói olimpiai kvalifikációs torna-világbajnokságon Berki Krisztián lólengésben megvédi a világbajnoki címét, míg Hidvégi Vid a 4. helyen végez.[2]

Labdarúgás
- 2018 – A magyar labdarúgó-válogatott 2018. október 15-i mérkőzése: Észtország–Magyarország (Nemzetek Ligája)

## Születések
- 1608 – Evangelista Torricelli olasz fizikus, matematikus († 1647)
- 1775 – Bernhard Crusell finn születésű klarinétművész és zeneszerző († 1838)
- 1811 – Maximilian Duncker német történetíró († 1886)
- 1812 – Balassa Pál evangélikus lelkész († 1858)
- 1814 – Mihail Jurjevics Lermontov orosz költő († 1841)
- 1822 – Ábrányi Kornél (1843-ig Eördögh) zeneszerző, zongoraművész, zenei író († 1903)
- 1833 – Bakay Nándor szakíró, kötélgyáros († 1902)
- 1844 – Friedrich Nietzsche német klasszika-filológus, költő, filozófus († 1900)
- 1881 – P. G. Wodehouse angol-amerikai író (†1975)
- 1892 – Stanisław Łepkowski lengyel jogász, diplomata, volt nagykövet Budapesten († 1961)
- 1893 – Uhlyárik Jenő olimpiai ezüstérmes vívó, sportvezető, honvédtiszt († 1974)
- 1895 – Faragó Ede magyar népművelő, cserkészvezető, országgyűlési képviselő († 1973)
- 1896 – Célestin Freinet francia néptanító, reformpedagógus, a munkaiskola képviselője († 1966)
- 1897
  - Bóna Kovács Károly, szobrász, festő, művésztanár († 1970)
  - Ilja Ilf szovjet-orosz író, szatirikus († 1937)
- 1899 – Adolf Brudes (Adolf Brudes von Breslau) német autóversenyző († 1986)
- 1903 – Gács László munkás, újságíró, rádiós vezető († 1968)
- 1908 – John Kenneth Galbraith kanadai születésű amerikai progresszív liberális közgazdász († 2006)
- 1913 – Ian Connell brit autóversenyző († 2003)
- 1917 – Fábri Zoltán háromszoros Kossuth-díjas magyar színházi és filmrendező, díszlettervező († 1994)
- 1919 – Chuck Stevenson (Charles John Stevenson) amerikai autóversenyző († 1995)
- 1920 – Mario Puzo amerikai író († 1999)
- 1921 – Al Pease (Victor Pease) kanadai autóversenyző († 2014)
- 1922 – Antal Gábor magyar író, költő, újságíró, kritikus († 1995)
- 1923 – Italo Calvino olasz író († 1985)
- 1926 – Michel Foucault francia történész, filozófus († 1984)
- 1930 – Philippe Leroy francia filmszínész († 2024)
- 1932 – Lubik Zoltán magyar kürtművész, tanár († 1983)
- 1947 – Fazekas László magyar labdarúgó, edző
- 1949 – Tanya Roberts amerikai színésznő († 2021)
- 1952 – Dégi Ágnes magyar költő
- 1959
  - Sarah Ferguson (Fergie), yorki hercegné, András yorki herceg volt felesége
  - Oláh Bódi Éva magyar színésznő, drámapedagógus
  - Rudolf Péter Kossuth-díjas magyar színész
- 1961 – Lengyel Ferenc Jászai Mari-díjas magyar színművész, rendező
- 1964 – Gazdag Tibor magyar színész, zeneszerző
- 1969 – Dominic West angol színész
- 1969 – Kolonits Klára Kossuth-díjas opera-énekesnő, a Halhatatlanok Társulatának örökös tagja
- 1977 – Betz István magyar színész
- 1978 – Járai Máté Jászai Mari-díjas magyar színész
- 1980 – Ungvári Miklós magyar cselgáncsozó
- 1983 – Bruno Senna (Bruno Senna Lalli) brazil autóversenyző
- 1984 – Chris Olivero amerikai színész
- 1994 – Sebastian Yatra kolumbiai énekes, dalszerző
- 1988 – Mesut Özil török származású német válogatott labdarúgó
- 1995 – Magyar Vazul magyar színész
- 1999 – Alexei Sancov moldáv úszó

## Halálozások
- 1538 – Foix Germána aragón, szicíliai és nápolyi királyné (* 1488/90/92)
- 1817
  - Tadeusz Kościuszko lengyel szabadsághős (* 1746)
  - Johann Ludwig Burckhardt svájci Közel-Kelet-kutató (* 1784)
- 1820 – Karl Philipp zu Schwarzenberg herceg, tábornagy, osztrák császári hadvezér (* 1771)
- 1833 – Michał Kleofas Ogiński lengyel zeneszerző, diplomata és politikus (* 1765)
- 1834 – Boráros János Pest város főbírája, alpolgármestere (* 1756)
- 1867 – Balogh Sámuel református lelkész, író, a Magyar Tudományos Akadémia levelező tagja (* 1796)
- 1905 – Szász Károly író, költő (* 1829)
- 1917 – Mata Hari (er. neve Margaretha Geertruida Zelle), holland táncosnő (* 1876)
- 1946 – Hermann Göring német repülőtiszt, porosz miniszterelnök, birodalmi marsall, vezető náci politikus (* 1893)
- 1949
  - Krepuska Géza orvos, egyetemi tanár, a modern magyar fülgyógyászat megalapozója (* 1861)
  - Rajk László kommunista politikus, belügyminiszter (* 1909)
  - Szalai András kommunista politikus, a Rajk-per egyik elítéltje (* 1917)
- 1957 – Henry van de Velde belga építész, bútorkészítő (* 1863)
- 1959 – Fejér Lipót magyar matematikus (* 1880)
- 1964 – Cole Porter amerikai zeneszerző, dalszerző (* 1891)
- 1965 – Adolf Abraham Halevi Fraenkel német-izraeli matematikus (* 1891)
- 1969 – Homonnai Márton kétszeres olimpiai bajnok vízilabdázó (* 1906)
- 1980 – Alexander Mach szlovák belügyminiszter (* 1902)
- 1981 – Philip Fotheringham-Parker brit autóversenyző (* 1907)
- 1982 – Vay Miklós magyar földbirtokos, mezőgazdász, vállalkozó, országgyűlési képviselő (* 1893)
- 1982 – Selye János osztrák-magyar származású kanadai belgyógyász, vegyész (* 1907)
- 1984 – Ungvári Lajos Kossuth-díjas szobrászművész (* 1902)
- 1988 – Osztrovszki György iparpolitikus, vegyészmérnök, az MTA tagja (* 1914)
- 1990
  - Berczelly Tibor háromszoros olimpiai bajnok magyar vívó (* 1912)
  - Delphine Seyrig libanoni születésű francia színésznő (* 1932)
- 2000 – Konrad Emil Bloch német születésű amerikai Nobel-díjas biokémikus (* 1912)
- 2006 – Tarnói Gizella magyar újságíró, rádiós szerkesztő, az Élet és Irodalom főszerkesztő-helyettese, a MÚOSZ alelnöke (* 1947)
- 2006 – Szögi Lajos tiszavasvári tanár, az olaszliszkai lincselés áldozata (* 1962)
- 2012 – Norodom Szihanuk király, 1941–55 és 1993–2004 között Kambodzsa uralkodója, emellett uralkodói cím nélküli államfője is és többszörös miniszterelnöke, 2004-től a jelképes nagykirály címet viselte haláláig (* 1922)
- 2019 – Tamara Buciuceanu román színésznő, a „román vígjáték nagyasszonya”	(* 1929)

## Nemzeti ünnepek, emléknapok, világnapok
- A Fehér bot (a vakok és gyengénlátók) nemzetközi napja (1988 óta)
- Ölelés világnapja
- A Falusi nők világnapja (1996 óta)
- A kézmosás világnapja   (UNESCO)
- Strassburgi Szent Aurélia emléknapja a római katolikus egyházban

## Népszokás
Baranyában Teréz napján kezdik meg a szüretelést, a darálást és persze a préselést. Teréz napja Bácskában és Bánátban asszonyi dologtiltó nap. Ilyenkor nem szabad mosni, kenyeret sütni. Az idősebb generáció tagjai a mai napig betartják a tilalmat.